# 有限责任公司 (德语国家)
有限責任公司（德語：Gesellschaft mit beschränkter Haftung，簡稱、或）是一種公司的形式，常見於德国、奥地利、瑞士及其他中欧國家。有限責任公司強調其對外所負的經濟責任，以出資者所投入的資金為限。

## 歷史
德國是在1892年訂定有關有限責任公司的法令，奧地利則是在1906年。這些法律提出了「有限責任」的概念，其他國家也開始訂定有關有限公司的法令，不過英國以往已有有限公司的概念。
有限責任公司的簡稱，其變體包括有（用在公司名稱中已有的情形）及針對非營利組織的。
是德國最常見的公司形式，另一個公司形式相當於股份有限公司，但其組織及運作都比要複雜許多。